# Henryk Koczara

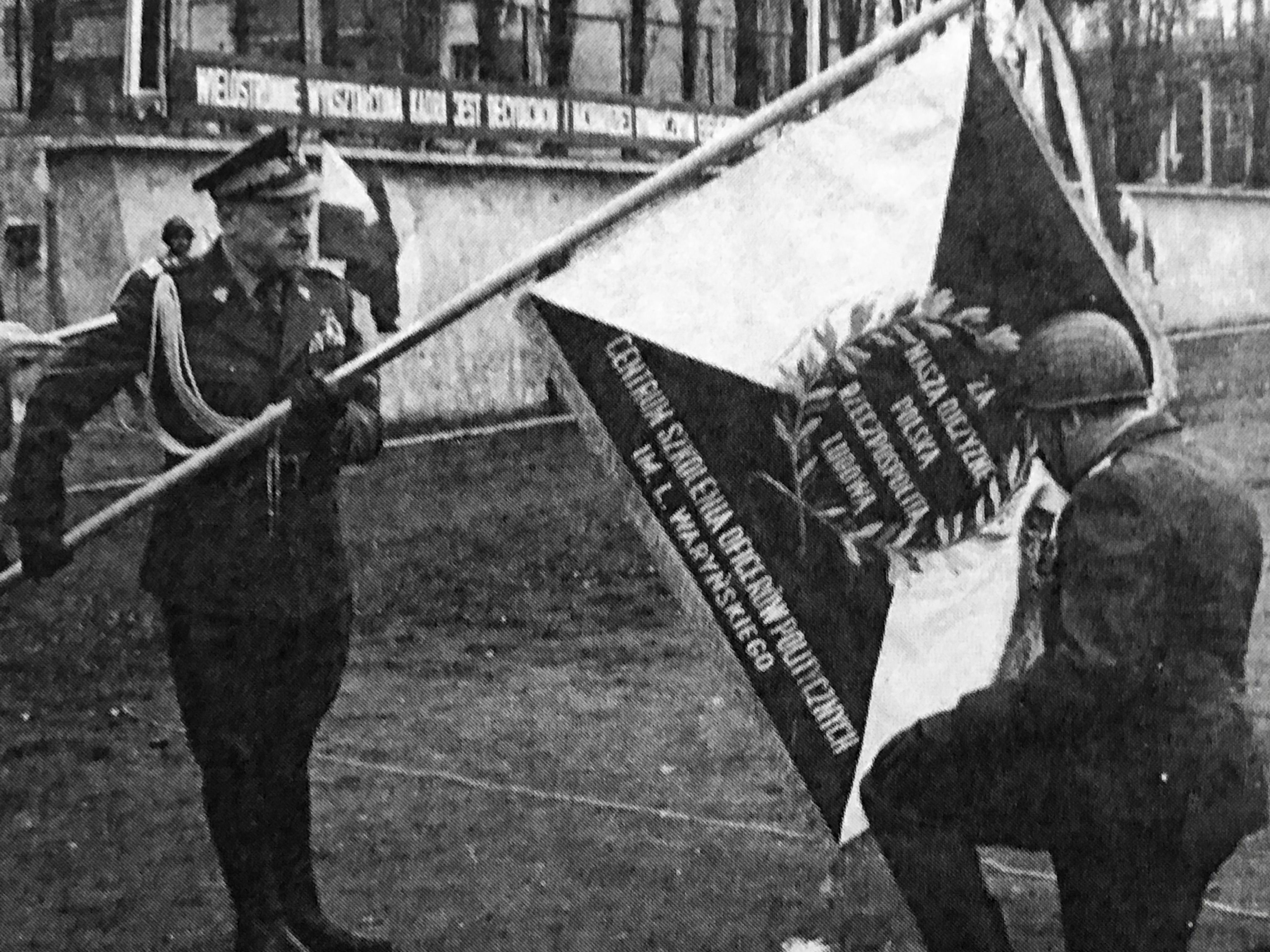
Gen. dyw. Henryk Koczara wręcza sztandar Centrum Szkolenia Oficerów Politycznych im. Ludwika Waryńskiego w Łodzi, 1980

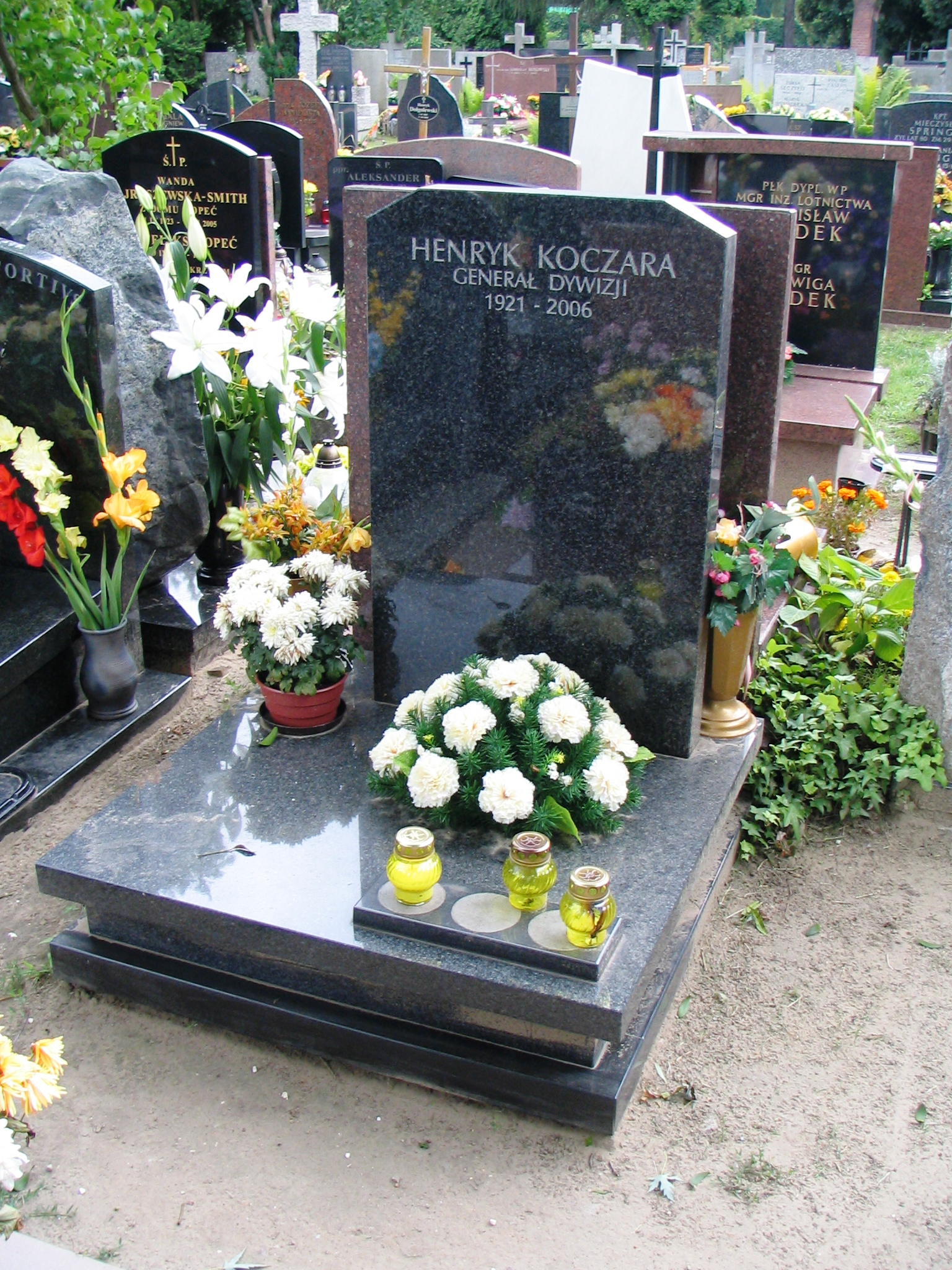
Grób gen. Henryka Koczary i jego żony Heleny na Cmentarzu Wojskowym na Powązkach w Warszawie,
23 lipca 2008

Henryk Koczara (ur. 21 stycznia 1921 w Białymstoku, zm. 15 sierpnia 2006 w Warszawie) – generał dywizji ludowego Wojska Polskiego, działacz PZPR.

## Życiorys
Syn Władysława, księgowego w kasach urzędów skarbowych i Jadwigi z Grzybowskich. W latach 1927–1931 uczył się w szkole powszechnej w Białymstoku, a następnie w państwowym gimnazjum. Po przeniesieniu służbowym ojca do Lipna kontynuował naukę w tym mieście. W 1939 zdał maturę w Liceum Ziemi Kujawskiej we Włocławku. Podczas okupacji pracował jako robotnik w Fabryce Papieru i Celulozy we Włocławku, a po wysiedleniu jego rodziny w październiku 1940 przeszedł przez obozy przesiedleńcze w Łodzi i Chełmie. W styczniu 1941 osiadł z rodziną we wsi Cichostów w powiecie Radzyń Podlaski. Pracował jako pracownik kontraktowy w księgowości w Urzędzie Podatkowym w Hrubieszowie, następnie w Powiatowej Spółdzielni Rolniczo-Handlowej. Do ludowego Wojska Polskiego wstąpił w 26 sierpnia 1944.

## Wykształcenie
- Liceum Ziemi Kujawskiej we Włocławku (1939)
- Oficerska Szkoła Artylerii w Chełmie (1945)
- Wydział Prawa Uniwersytetu im. Adama Mickiewicza w Poznaniu (magister prawa 1959)
- dwutygodniowy Kurs Centralny Kadry Kierowniczej przy Centrum Doskonalenia Kadr Komitetu Centralnego PZPR (1975)
- Wyższy Kurs Akademicki przy Wojskowej Akademii Sztabu Generalnego Sił Zbrojnych ZSRR im. K. Woroszyłowa w Moskwie (1976)

## Przebieg służby
- zastępca dowódcy plutonu ds. polityczno-wychowaczych w Oficerskiej Szkole Artylerii w Chełmie (wrzesień 1944 – kwiecień 1945);
- zastępca dowódcy baterii ds. polityczno-wychowawczych Oficerskiej Szkoły Artylerii stacjonującej kolejno w Chełmie, Olsztynie i Toruniu (kwiecień 1945 – wrzesień 1946);
- zastępca dowódcy dywizjonu ds. polityczno-wychowawczych Oficerskiej Szkoły Artylerii w Toruniu (wrzesień 1946 – wrzesień 1948);
- zastępca komendanta ds. politcznych Oficerskiej Szkoły Artylerii Przeciwlotniczej w Koszalinie (października 1948 – październik 1949);
- zastępca komendanta ds. politycznych – szef wydziału politycznego Oficerskiej Szkoły Artylerii nr 2 w Olsztynie (październik 1949 – grudzień 1952);
- zastępca komendanta ds.politycznych – szef wydziału politycznego Oficerskiej Szkoły Artylerii w Toruniu (grudzień 1952 – listopad 1956);
- zastępca dowódcy ds. politycznych – szef wydziału politycznego 12 Dywizji Zmechanizowanej w Szczecinie (listopad 1956 – listopad 1960; dowódcą dywizji był wówczas gen. bryg. Wojciech Jaruzelski);
- zastępca dowódcy ds. politycznych – szef wydziału politycznego 1. Korpusu Obrony Przeciwlotniczej Obszaru Kraju w Warszawie (od sierpnia 1962 – 1 Korpusu Obrony Powietrznej Kraju; od listopada 1960 do lutego 1964; korpusem dowodzili wówczas kolejno gen. bryg. pil. Roman Paszkowski i gen. bryg. pil. Władysław Jagiełło);
- zastępca dowódcy do spraw politycznych Warszawskiego Okręgu Wojskowego w Warszawie (luty 1964 – wrzesień 1969; okręgiem dowodzili wówczas kolejno gen. dyw. Czesław Waryszak i gen. dyw. Zygmunt Huszcza);
- komendant Wojskowej Akademii Politycznej im. Feliksa Dzierżyńskiego w Warszawie (wrzesień 1969 – lipiec 1972);
- zastępca szefa Głównego Zarządu Politycznego WP – szef Zarządu I Organizacyjnego GZP WP, przewodniczący Komisji Kontroli Partyjnej WP (lipiec 1972 – maj 1980; szefem GZP WP był wówczas gen. broni Włodzimierz Sawczuk);
- I zastępca szefa Głównego Zarządu Politycznego WP (maj 1980 – luty 1983; szefem GZP WP był wówczas gen. broni Józef Baryła);
- attaché wojskowy, morski i lotniczy Ambasady PRL w Moskwie (luty 1983 – kwiecień 1986);
- od 11 listopada 1986 w stanie spoczynku w związku z osiągnięciem wieku emerytalnego (rozkaz personalny MON z 20 października 1986).

W ludowym Wojsku Polskim służył przez 42 lata, z czego 18 lat w stopniu generalskim.

## Awanse[1]
- podporucznik w korpusie oficerów artylerii – 15 kwietnia 1945
- porucznik w korpusie oficerów polityczno-wychowawczych – 7 maja 1946
- kapitan – 17 grudnia 1946
- major – 22 lipca 1948
- podpułkownik – 1 lipca 1952
- pułkownik – 1 października 1958
- generał brygady – 9 października 1968 (akt nominacyjny otrzymał 12 października 1968 w Belwederze od przewodniczącego Rady Państwa PRL marszałka Polski Mariana Spychalskiego)
- generał dywizji – 7 października 1976 (akt nominacyjny otrzymał 11 października 1976 w Belwederze od I sekretarza Komitetu Centralnego PZPR Edwarda Gierka, w obecności przewodniczącego Rady Państwa prof. Henryka Jabłońskiego)

## Działalność partyjna
Działacz PPR i PZPR. Wielokrotnie wybierany do władz partyjnych w jednostkach wojskowych i instytucjach centralnych MON. Na V Zjeździe PZPR (1968) wybrany w skład Centralnej Komisji Rewizyjnej PZPR. Na VII Zjeździe PZPR (1975) oraz na VIII Zjeździe PZPR (1980) wybrany w skład Centralnej Komisji Kontroli Partyjnej PZPR (pozostawał w jej składzie do IX Zjazdu PZPR w lipcu 1981). W latach 1980–1981 członek Prezydium Centralnej Komisji Kontroli Partyjnej. Był członkiem Państwowej Komisji Wyborczej w wyborach do Sejmu PRL VIII kadencji w 1980. Działał w Komitecie Społeczno-Politycznym Rady Ministrów.
Zmarł po długoletniej chorobie 15 sierpnia 2006 w Warszawie. Pochowany 24 sierpnia 2006 r. na Cmentarzu Wojskowym na Powązkach w Warszawie (kwatera I urnowa-7-14). W imieniu współtowarzyszy służby Zmarłego pożegnał gen. bryg. w st. spocz. prof. Mieczysław Michalik. W pogrzebie wziął udział m.in. b. Prezydent RP gen. Wojciech Jaruzelski.

## Życie prywatne
Mieszkał w Warszawie. Od 1943 był żonaty z Heleną Romanowicz (1923-2013). Małżeństwo miało dwie córki, Danutę i Krystynę.

## Odznaczenia
- Krzyż Komandorski Orderu Odrodzenia Polski (1969)
- Krzyż Oficerski Orderu Odrodzenia Polski (1963)
- Krzyż Kawalerski Orderu Odrodzenia Polski (1958)
- Order Sztandaru Pracy II klasy (1978)
- Srebrny Krzyż Zasługi (dwukrotnie – 1945 i 1946)
- Medal 10-lecia Polski Ludowej (1954)
- Medal 30-lecia Polski Ludowej (1974)
- Medal 40-lecia Polski Ludowej (1984)
- Złoty Medal „Siły Zbrojne w Służbie Ojczyzny” (1968)
- Srebrny Medal „Siły Zbrojne w Służbie Ojczyzny”
- Brązowy Medal „Siły Zbrojne w Służbie Ojczyzny”
- Medal „Za udział w walkach o Berlin” (1970)
- Złoty Medal „Za zasługi dla obronności kraju” (1974)
- Srebrny Medal „Za zasługi dla obronności kraju”
- Brązowy Medal „Za zasługi dla obronności kraju”
- Medal Komisji Edukacji Narodowej (1974)[4]
- Srebrna Odznaka „Za Zasługi w Ochronie Granic PRL” (1978)
- Złota Odznaka „Zasłużony Działacz Kultury Fizycznej” (1975)[5]
- Złota Odznaka Honorowa Polskiego Czerwonego Krzyża I stopnia (1973)[6]
- Złote odznaczenie im. Janka Krasickiego (1968)[7]
- Złota honorowa odznaka Związku Młodzieży Wiejskiej (1970)[8]
- Odznaka „Zasłużony Działacz SZMW”
- Medal 100 lat ruchu robotniczego w Polsce (1982)[9]
- Medal "Za długoletnią, ofiarną służbę" (nadany przez ministra obrony narodowej, 1986)
- Złota Odznaka honorowa „Zasłużony dla Warmii i Mazur” (1967)[10]
- Złota Odznaka honorowa „Za Zasługi dla Warszawy” (1970)[11]
- Odznaka honorowa „Zasłużony Białostocczyźnie” (1973)[12]
- Medal pamiątkowy „Za zasługi dla Warszawskiego Okręgu Wojskowego”
- Order Czerwonej Gwiazdy (ZSRR, 1984)
- Order Wojny Ojczyźnianej I klasy (ZSRR, 1968)
- Medal „Za zwycięstwo nad Niemcami w Wielkiej Wojnie Ojczyźnianej 1941–1945” (ZSRR, 1947)
- Medal jubileuszowy „Czterdziestolecia zwycięstwa w Wielkiej Wojnie Ojczyźnianej 1941–1945” (ZSRR, 1985)
- Medal „Za umacnianie braterstwa broni” (ZSRR, 1980)
- Medal „Za umacnianie Braterstwa Broni” (Bułgaria, 1980)
- Medal 30-lecia wyzwolenia Czechosłowacji przez Armię Radziecką (Czechosłowacja, 1975)[13]